# Liste des codes IATA des aéroports/G
Liste des codes IATA des aéroports internationaux.
Le code de deux lettres qui suit la ville est la subdivision du pays (région, État…) selon la norme ISO 3166-2.
- A
- B
- C
- D
- E
- F
- G
- H
- I
- J
- K
- L
- M
- N
- O
- P
- Q
- R
- S
- T
- U
- V
- W
- X
- Y
- Z

- Haut – GA
- GB
- GC
- GD
- GE
- GF
- GG
- GH
- GI
- GJ
- GK
- GL
- GM
- GN
- GO
- GP
- GQ
- GR
- GS
- GT
- GU
- GV
- GW
- GX
- GY
- GZ

## GA
- GAA – Guamal, Colombie
- GAB – Gabbs, Nevada, États-Unis
- GAC – Gracias, Honduras
- GAD – Gadsden, Alabama, États-Unis
- GAE – Aéroport de Gabès-Matmata, Tunisie
- GAF – Aéroport international de Gafsa-Ksar, Tunisie
- GAG – Gage, Oklahoma, États-Unis
- GAH – Gayndah, Queensland, Australie
- GAI – Gaithersburg (Comté de Montgomery), Maryland, États-Unis
- GAJ – Yamagata, Honshu, Japon
- GAK – Gakona, Alaska, États-Unis
- GAL – Galena, Alaska, États-Unis
- GAM – Gambell, Alaska, États-Unis
- GAN – Aéroport international de Gan, Maldives
- GAO – Guantánamo (Los Canos), Cuba
- GAP – Gusap, Papouasie-Nouvelle-Guinée
- GAQ – Aéroport international de Gao Korogoussou, Mali
- GAR – Garaina, Papouasie-Nouvelle-Guinée
- GAS – Garissa, Kenya
- GAT – Aérodrome de Gap-Tallard, France
- GAU – Aéroport international Lokpriya-Gopinath-Bordoloi, Inde
- GAV – Aéroport de l'île de Gag, Îles Raja Ampat, Indonésie
- GAW – Gangaw, Birmanie
- GAX – Gamba, Gabon
- GAY – Aéroport de Gaya, Gaya, Inde
- GAZ – Guasopa, Papouasie-Nouvelle-Guinée

## GB
- GBA – Aérodrome de Cotswold, Angleterre, Royaume-Uni
- GBB – Aéroport de Qabala, Azerbaïdjan
- GBC – Gasuke, Papouasie-Nouvelle-Guinée
- GBD – Great Bend, Kansas, États-Unis
- GBE – Aéroport international de Gaborone (Sir Seretse Khama), Botswana
- GBF – Negarbo, Papouasie-Nouvelle-Guinée
- GBG – Galesburg, Illinois, États-Unis
- GBH – Lac Galbraith, Alaska, États-Unis
- GBI – Gulbarga, Karnataka, Inde
- GBJ – Aérodrome de Marie-Galante, Guadeloupe, France
- GBK – Gbangbatok, Sierra Leone
- GBL – Îles Goulburn, Territoire du Nord, Australie
- GBM – Garbaharey, Somalie
- GBN – Gila Bend (Air Force Auxiliary), Arizona, États-Unis
- GBO – Greensboro (Baltimore), Maryland, États-Unis
- GBP – Gamboola, Queensland, Australie
- GBR – Great Barrington, Massachusetts , États-Unis
- GBS – Port Fitzroy, Nouvelle-Zélande
- GBT – Gorgan, Iran
- GBU – Khashm El Girba, Soudan
- GBV – Gibb River, Australie occidentale, Australie
- GBW – Ginbata, Australie occidentale, Australie
- GBY – Galkayo, Somalie
- GBZ – Île de la Grande Barrière, Nouvelle-Zélande

## GC
- GCA – Guacamayas, Colombie
- GCC – Gillette (Campbell County Airport), Wyoming, États-Unis
- GCH – Gatchsaran, Iran
- GCI – Aéroport de Guernesey, Îles Anglo-Normandes, Royaume-Uni
- GCJ – Johannesburg (Grand Central), Afrique du Sud
- GCK – Garden City, Kansas, États-Unis
- GCM – Aéroport international Owen Roberts, Îles Caïmans, Royaume-Uni
- GCN – Tusayan (Grand Canyon National Park Airport), Arizona, États-Unis
- GCT – Whitmore (Grand Canyon Bar 10 Airport), Arizona, États-Unis
- GCW – Peach Springs (Grand Canyon West Airport), Arizona, États-Unis
- GCY – Greeneville, Tennessee, États-Unis

## GD
- GDA – Gounda, République centrafricaine
- GDC – Greenville (Donaldson Center), Caroline du Sud, États-Unis
- GDD – Gordon Downs, Australie occidentale, Australie
- GDE – Aéroport de Gode, Éthiopie
- GDG – Magdagachi, Oblast de l'Amour, Russie
- GDH – Golden Horn Lodge, Alaska, États-Unis
- GDI – Gordil, République centrafricaine
- GDJ – Ngandajika, République démocratique du Congo
- GDL – Aéroport international de Guadalajara, Mexique
- GDM – Gardner, Massachusetts, États-Unis
- GDN – Aéroport Lech Wałęsa de Gdańsk, Pologne
- GDO – Guasdualito, Venezuela
- GDP – Guadalupe, Piauí, Brésil
- GDQ – Aéroport de Gondar, Éthiopie
- GDT – Grand Turk, Îles Turques-et-Caïques, Royaumes-Unis
- GDV – Glendive (Dawson Community), Montana, États-Unis
- GDW – Gladwin (Charles C. Zettel), Michigan, États-Unis
- GDX – Magadan, Oblast de Magadan, Russie
- GDY – Grundy, Virginie, États-Unis
- GDZ – Aéroport de Guelendjik, Kraï de Krasnodar, Russie

## GE
- GEA – Aéroport de Magenta, Nouvelle-Calédonie, France
- GEB – Aéroport de Gebe, Moluques, Indonésie
- GEC – Gecitkale, Chypre
- GED – Georgetown (Delaware Coastal Airport), Delaware, États-Unis
- GEE – George Town, Tasmanie, Australie
- GEF – Geva, Vella Lavella, Îles Salomon
- GEG – Aéroport de Spokane, Washington, États-Unis
- GEI – Green Isle, Îles Salomon
- GEK – Ganes Creek, Alaska, États-Unis
- GEL – Santo Ângelo, Rio Grande do Sul, Brésil
- GEM – Aéroport international Obiang Nguema, Guinée équatoriale
- GEN – Oslo (Gardermoen), Norvège
- GEO – Aéroport international Cheddi Jagan, Guyana
- GER – Nueva Gerona, Cuba
- GES – Aéroport international de General Santos, Mindanao, Philippines
- GET – Geraldton, Australie occidentale, Australie
- GEU – Glendale, Arizona, États-Unis
- GEV – Aérodrome de Gällivare, Suède
- GEW – Gewoya, Papouasie-Nouvelle-Guinée
- GEX – Geelong, Victoria, Australie
- GEY – Greybull (South Big Horn Countyt), Wyoming, États-Unis

## GF
- GFA – Great Falls (Air Force Base), Montana, États-Unis
- GFB – Togiak Fish, Alaska, États-Unis
- GFD – Greenfield (Pope Field), Indiana, États-Unis
- GFE – Grenfell, Nouvelle-Galles du Sud, Australie
- GFF – Griffith, Nouvelle-Galles du Sud, Australie
- GFK – Aéroport international de Grand Forks, Dakota du Nord, États-Unis
- GFL – Glens Falls (Floyd Bennett Memorial Airport), New York, États-Unis
- GFN – Grafton, Nouvelle-Galles du Sud, Australie
- GFO – Bartica, Guyana
- GFR – Aéroport de Granville-Mont-Saint-Michel, France
- GFY – Grootfontein, Namibie
- GFZ – Greenfield, Iowa, États-Unis

## GG
- GGB – Aéroport d'Água Boa, Mato Grosso, Brésil
- GGC – Lumbala N'guimbo, Angola
- GGD – Gregory Downs, Queensland, Australie
- GGE – Georgetown, Caroline du Sud, États-Unis
- GGF – Almeirim, Pará, Brésil
- GGG – Longview (Gregg County Airport), Texas, États-Unis
- GGI – Grinnell, Iowa, États-Unis
- GGL – Gilgal, Colombie
- GGM – Kakamega, Kenya
- GGN – Aérodrome de Gagnoa, Côte d’Ivoire
- GGO – Aérodrome de Guiglo, Côte d’Ivoire
- GGP – Logansport, Indiana, États-Unis
- GGR – Aéroport international de Garowe, Somalie
- GGS – Gobernador Gregores, Argentine
- GGT – George Town, Exuma, Bahamas
- GGW – Glasgow, Montana, États-Unis

## GH
- GHA – Aéroport de Ghardaïa - Noumérat - Moufdi Zakaria, Algérie
- GHB – Governor's Harbour, Eleuthera, Bahamas
- GHC – Great Harbour, Berry, Bahamas
- GHD – Gimbi, Éthiopie
- GHE – Garachiné, Panama
- GHF – Giebelstadt, Bavière, Allemagne
- GHK – Aéroport de Gush Katif, Israël
- GHL – Garden Hill, Manitoba, Canada
- GHM – Centerville, Tennessee, États-Unis
- GHN – Guanghan, Sichuan, Chine
- GHS – Melak, Kalimantan oriental, Indonésie
- GHT – Ghat, Libye
- GHU – Gualeguaychú, Argentine
- GHV — Brașov, Roumanie

## GI
- GIB – Aéroport international de Gibraltar, Gibraltar, Royaume-Uni
- GIC – Île Boigu, Queensland, Australie
- GID – Gitega, Burundi
- GIF – Winter Haven (Gilbert Airport), Floride, États-Unis
- GIG – Aéroport international Antônio Carlos Jobim, Rio de Janeiro, Brésil
- GII – Aérodrome de Siguiri, Guinée
- GIL – Aéroport de Gilgit, Pakistan
- GIM – Miele Mimbale, Gabon
- GIO – Geilo, Norvège
- GIR – Giradot, Colombie
- GIS – Aérodrome de Gisborne, Nouvelle-Zélande
- GIT – Geita, Tanzanie
- GIY – Giyani, Afrique du Sud
- GIZ – Aéroport régional de Jizan, Arabie saoudite

## GJ
- GJA – Guanaja, Honduras
- GJL – Aéroport de Jijel - Ferhat Abbas, Algérie
- GJM – Guajará-Mirim, Rondônia, Brésil
- GJN – Jounieh, Liban
- GJR – Aérodrome de Gjögur, Islande
- GJT – Grand Junction (Walker Field), Colorado, États-Unis

## GK
- GKA – Goroka, Papouasie-Nouvelle-Guinée
- GKD – Imbros, Turquie
- GKE – Base aérienne de l'OTAN de Geilenkirchen, Allemagne
- GKH – Gorkha, Népal
- GKL – Great Keppel Island, Queensland, Australie
- GKN – Gulkana, Alaska, États-Unis
- GKO – Kongoboumba, Gabon
- GKT – Sevierville (Gatlinburg-Pigeon Forge Airport), Tennessee, États-Unis

## GL
- GLA – Aéroport international de Glasgow, Écosse, Royaume-Uni
- GLB – Globe (San Carlos Apache Airport), Arizona, États-Unis
- GLC – Geladi, Éthiopie
- GLD – Goodland (Renner Field), Kansas, États-Unis
- GLE – Gainesville, Texas, États-Unis
- GLF – Aérodrome de Golfito, Costa Rica
- GLG – Glengyle, Queensland, Australie
- GLH – Aéroport régional Mid Delta, Mississippi, États-Unis
- GLI – Glen Innes, Nouvelle-Galles du Sud, Australie
- GLK – Aéroport international Abdullahi Yusuf, Somalie
- GLL – Gol, Norvège
- GLM – Glenormiston, Queensland, Australie
- GLN – Aéroport de Guelmim, Maroc
- GLO – Aéroport du Gloucestershire, Angleterre, Royaume-Uni
- GLP – Gulgubip, Papouasie-Nouvelle-Guinée
- GLQ – Glennallen (Brenwicks Airport), Alaska, États-Unis
- GLR – Gaylord (Otsego County Airport), Michigan, États-Unis
- GLS – Galveston (Scholes Field), Texas, États-Unis
- GLT – Gladstone, Queensland, Australie
- GLU – Aéroport de Gelephu, Bhoutan
- GLV – Golovin, Alaska, États-Unis
- GLW – Glasgow, Kentucky, États-Unis
- GLX – Galela, Indonésie
- GLY – Goldsworthy, Australie occidentale, Australie
- GLZ – Bréda (Vliegbasis Gilze-Rijen), Pays-Bas

## GM
- GMA – Aéroport de Gemena, République démocratique du Congo
- GMB – Aéroport de Gambela, Éthiopie
- GMC – Guerima, Colombie
- GMD – Aéroport de Benslimane, Maroc
- GME – Aéroport de Homiel, Biélorussie
- GMI – Gasmata, Papouasie-Nouvelle-Guinée
- GMM – Aéroport de Gamboma, République du Congo
- GMN – Greymouth, Nouvelle-Zélande
- GMP – Aéroport international de Gimpo, Corée du Sud
- GMQ – Aéroport de Golog-Maqin, Chine
- GMR – Aérodrome de Totegegie, Polynésie française, France
- GMS – Guimarães, Maranhão, Brésil
- GMT – Granite Mountain, Alaska, États-Unis
- GMU – Greenville, Caroline du Sud, États-Unis
- GMV – Monument Valley, Utah, États-Unis
- GMY – Rheindahlen, Allemagne
- GMZ – Aérodrome de La Gomera, Îles Canaries, Espagne

## GN
- GNA – Hrodna, Biélorussie
- GNB – Aéroport International de Grenoble-Isère, France
- GND – Aéroport international Maurice-Bishop, Grenade
- GNE – Gand (St. Denijs-Westrem), Belgique
- GNG – Gooding, Idaho, États-Unis
- GNI – Aérodrome de Lutao, Taïwan
- GNJ – Aéroport international de Gandja, Azerbaïdjan
- GNM – Guanambi, Bahia, Brésil
- GNN – Ginir, Éthiopie
- GNR – General Roca, Argentine
- GNS – Aéroport Binaka, Indonésie
- GNT – Grants, Nouveau-Mexique, États-Unis
- GNU – Goodnews Bay, Alaska, États-Unis
- GNV – Aéroport de Gainesville, Floride, États-Unis
- GNY – Urfa (Şanlıurfa GAP Airport), Turquie
- GNZ – Ghanzi, Botswana

## GO
- GOA – Aéroport de Gênes-Christophe-Colomb, Italie
- GOB – Goba, Éthiopie
- GOC – Gora, Papouasie-Nouvelle-Guinée
- GOE – Gonaila, Papouasie-Nouvelle-Guinée
- GOF – San Angelo (Goodfellow AFB), Texas, États-Unis
- GOH – Aéroport de Nuuk, Groenland
- GOI – Aéroport international de Goa, Inde
- GOJ – Aéroport international Strigino, Russie
- GOK – Guthrie, Oklahoma, États-Unis
- GOL – Gold Beach, Oregon, États-Unis
- GOM – Aéroport international de Goma, République démocratique du Congo
- GON – Groton/New London, Connecticut, États-Unis
- GOO – Goondiwindi, Queensland, Australie
- GOP – Aéroport de Gorakhpur, Inde
- GOQ – Golmud, Chine
- GOR – Gore, Éthiopie
- GOS – Gosford, Nouvelle-Galles du Sud, Australie
- GOT – Aéroport de Göteborg-Landvetter, Suède
- GOU – Aéroport international de Garoua, Cameroun
- GOV – Nhulunbuy (Gove), Territoire du Nord, Australie
- GOW – Garrow Lake, Canada
- GOX – Goa (Aéroport international Manohar), Inde
- GOY – Gal Oya, Sri Lanka
- GOZ – Aéroport de Gorna Oryahovitsa, Bulgarie

## GP
- GPA – Aéroport d'Araxos, Patras, Grèce
- GPB – Guarapuava, Paraná, Brésil
- GPD – Mount Gordon Mine, Queensland, Australie
- GPI – Guapi, Colombie
- GPL – Guapiles, Costa Rica
- GPN – Pularumpi (Garden Point Airport), Territoire du Nord, Australie
- GPO – General Pico, Argentine
- GPS – Aéroport Seymour, Îles Galápagos, Équateur
- GPT – Aéroport international de Gulfport-Biloxi, Missouri, États-Unis
- GPZ – Grand Rapids, Minnesota, États-Unis

## GQ
- GQJ – Machrihanish (RAF Station), Écosse, Royaume-Uni
- GQQ – Galion, Ohio, États-Unis

## GR
- GRA – Gamarra, Colombie
- GRB – Aéroport International Austin Straubel, Wisconsin, États-Unis
- GRC – Grand Cess, Liberia
- GRD – Aéroport du comté de Greenwood, Caroline du Sud, États-Unis
- GRE – Aéroport de Greenville, Illinois, États-Unis
- GRF – Gray Army Air Field, Tacoma, Washington, États-Unis
- GRG – Gardêz, Afghanistan
- GRH – Garuahi, Papouasie-Nouvelle-Guinée
- GRI – Grand Island, Nebraska, États-Unis
- GRJ – Aéroport de George, Afrique du Sud
- GRK – Robert Gray AAF, Killeen, Texas, États-Unis
- GRL – Garasa, Papouasie-Nouvelle-Guinée
- GRM – Grand Marais (Aéroport du comté de Cook), Minnesota, États-Unis
- GRN – Aéroport municipal de Gordon, Nebraska, États-Unis
- GRO – Aéroport de Gérone-Costa Brava, Espagne
- GRP – Gurupi, Tocantins, Brésil
- GRQ – Aéroport Groningue Eelde, Pays-Bas
- GRR – Aéroport international Gerald R. Ford, Michigan, États-Unis
- GRS – Aérodrome et base aérienne de Grosseto, Italie
- GRT – Gujrat, Pakistan
- GRU – Aéroport international de São Paulo/Guarulhos, São Paulo, Brésil
- GRV – Aéroport de Grozny, Tchétchénie, Russie
- GRW – Aérodrome de Graciosa, Açores, Portugal
- GRX – Aéroport Federico-García-Lorca de Grenade-Jaén, Espagne
- GRY – Aéroport de Grímsey, Islande
- GRZ – Aéroport de Graz, Austriche

## GS
- GSA – Long Paisa, Sabah, Malaisie
- GSB – Goldsboro (Seymour Johnson AFB), Caroline du Nord, États-Unis
- GSC – Gascoyne Junction, Australie occidentale, Australie
- GSE – Aéroport de Göteborg-City, Suède
- GSG – Glasgow, Montana, États-Unis
- GSH – Goshen, Indiana, États-Unis
- GSI – Aérodrome de Grand-Santi, Guyane, France
- GSJ – Puerto San José, Guatemala
- GSM – Aéroport international de Qechm, Iran
- GSN – Mount Gunson, Australie-Méridionale, Australie
- GSO – Greensboro (Piedmont Triad In'l), Caroline du Nord, États-Unis
- GSP – Aéroport international de Greenville-Spartanburg, Caroline du Sud, États-Unis
- GSQ – Sharq Al-Owainat, Égypte
- GSR – Gardo, Puntland, Somalie
- GSS – Sabie, Afrique du Sud
- GST – Gustavus, Alaska, États-Unis
- GSU – Gedaref, Soudan
- GSV – Aéroport Gagarine de Saratov, Russie
- GSW – Fort Worth (Greater Southwest), Texas, États-Unis
- GSY – Grimsby, Angleterre, Royaume-Uni

## GT
- GTA – Nggatokae, Îles Salomon
- GTB – Genting, Malaisie
- GTC – Green Turtle Cay, Bahamas
- GTE – Groote Eylandt, Territoire du Nord, Australie
- GTF – Aéroport international de Great Falls, Montana, États-Unis
- GTG – Grantsburg, Wisconsin, États-Unis
- GTI – Rügen , Allemagne
- GTK – Sungei Takai, Malaisie
- GTN – Mount Cook (Glentan), Nouvelle-Zélande
- GTO – Aéroport Jalaluddin, Indonésie
- GTR – Columbus (Golden Triangle Regional), Mississippi, États-Unis
- GTS – Granites, Territoire du Nord, Australie
- GTT – Georgetown, Queensland, Australie
- GTW – Zlín , Slovaquie
- GTY – Gettysburg, Pennsylvanie, États-Unis
- GTZ – Grumeti , Tanzanie

## GU
- GUA – Aéroport international La Aurora (Guatemala ville), Guatemala
- GUB – Aéroport national de Guerrero Negro, Mexique
- GUC – Gunnison County Airport, Colorado, États-Unis
- GUD – Aérodrome de Goundam, Mali
- GUF – Aéroport Jack Edwards, Alabama, États-Unis
- GUG – Guari, Papouasie-Nouvelle-Guinée
- GUH – Gunnedah, Nouvelle-Galles du Sud, Australie
- GUI – Güiria, Venezuela
- GUJ – Guaratinguetá, São Paulo, Brésil
- GUL – Goulburn, Nouvelle-Galles du Sud, Australie
- GUM – Aéroport international Antonio-B.-Won-Pat de Guam, Guam, Etats-Unis
- GUN – Gunter Air Force Base (Montgomery), Alabama, États-Unis
- GUO – Gualaco, Honduras
- GUP – Aéroport municipal de Gallup, Nouveau Mexique, États-Unis
- GUQ – Guanare, Venezuela
- GUR – Aérodrome d'Alotau, Papouasie-Nouvelle-Guinée
- GUS – Peru (Grissom Air Force Base), Indiana, États-Unis
- GUT – Gütersloh, Allemagne
- GUU – Grundarfjordur (Bakki), Islande
- GUV – Mougulu, Papouasie-Nouvelle-Guinée
- GUW – Aéroport international d'Atyraw, Kazakhstan
- GUX – Guna, Inde
- GUY – Guymon, Oklahoma, États-Unis
- GUZ – Guarapari, Espírito Santo, Brésil

## GV
- GVA – Aéroport international de Genève, Suisse
- GVD – Andravida, Grèce
- GVE – Gordonsville, Virginie, États-Unis
- GVI – Green River, Papouasie-Nouvelle-Guinée
- GVL – Gainesville (Lee Gilmer), Géorgie, États-Unis
- GVN – Sovetskaïa Gavan, Russie
- GVP – Greenvale, Queensland, Australie
- GVR – Aéroport de Governador Valadares, Minas Gerais, Brésil
- GVT – Greenville (Majors Airport), Texas, États-Unis
- GVW – Grandview (Richards-Gebaur), Missouri, États-Unis
- GVX – Gävle, Suède

## GW
- GWA – Gwa Burma, Birmanie
- GWD – Aéroport international de Gwadar, Pakistan
- GWE – Gweru, Zimbabwe
- GWL – Aéroport de Gwalior, Inde
- GWN – Gnarowein, Papouasie-Nouvelle-Guinée
- GWO – Greenwood, Missouri, États-Unis
- GWR – Gwinner, Dakota du Nord, États-Unis
- GWS – Glenwood Springs, Colorado, États-Unis
- GWT – Aéroport de Sylt, Allemagne
- GWV – Glen Dale, Virginie occidentale, États-Unis
- GWW – Berlin (RAF Gatow), Allemagne
- GWY – Aéroport de Galway, Irlande

## GX
- GXA – Aérodrome de Beringin, Indonésie
- GXF – Aéroport de Say'un, Yémen
- GXG – Negage, Angola
- GXH – Xian de Xiahe, Gansu, Chine
- GXQ – Coyhaique, Chili
- GXX – Aéroport de Yagoua, Cameroun
- GXY – Greeley, Colorado, États-Unis

## GY
- GYA – Aérodrome Capitán de Av. Emilio Beltrán, Bolivie
- GYD – Aéroport international Heydar Aliyev de Bakou, Azerbaïdjan
- GYE – Aéroport international José Joaquín de Olmedo, Équateur
- GYG – Aérodrome de Magan, Russie
- GYI – Aérodrome de Gisenyi, Rwanda
- GYL – Lac Argyle, Australie occidentale, Australie
- GYM – Aéroport international de Guaymas, Mexique
- GYN – Aéroport international de Goiânia, Goiás, Brésil
- GYP – Gympie, Queensland, Australie
- GYR – Phoenix-Goodyear, Arizona, États-Unis
- GYS – Aéroport de Guangyuan Panlong, Chine
- GYU – Aéroport de Guyuan Liupanshan, Chine
- GYY – Aéroport international de Gary/Chicago, Indiana, États-Unis

## GZ
- GZA – Aéroport international Yasser Arafat, Bande de Gaza
- GZG – Xian de Garzê, Chine
- GZI – Ghazni, Afghanistan
- GZM – Héliport de Gozo, Malte
- GZO – Gizo, Îles Salomon
- GZS – Pulaski (Abernathy Field), Tennessee, États-Unis
- GZT – Aéroport international de Gaziantep-Oğuzeli, Turquie
- GZT – Qazvin, Iran